# Nathaniel Hawthorne
Nathaniel Ingersoll Hawthorne, född 4 juli 1804 i Salem, Massachusetts, död 19 maj 1864 i Plymouth, New Hampshire, var en amerikansk författare. Hawthorne räknas som en av USA:s främsta episka litterära företrädare under 1800-talet. Han räknas till den så kallade Concordgruppen tillsammans med Ralph Waldo Emerson och Henry David Thoreau.
Han skrev psykologiska romaner, bland vilka märks The Scarlet Letter (Den eldröda bokstaven) (1850) och The House of the Seven Gables (1851).

## Biografi
Nathaniel Hawthorne föddes i närheten av Boston, i den lilla staden Salem, i ett hus med sju gavlar som numera är museum, där han växte upp i ett faderlöst och ganska glädjefattigt hem, och fick släktens historia ofta återberättad för sig. Släkten Hawthorne, berättar Nathaniel i förordet till Den eldröda bokstaven, var några av dem som placerade Salem på kartan med förföljelser mot häxor, indianer och religiöst oliktänkande. Han upplevde förfädernas handlingar som en arvsynd. Faktum är att anfadern William var en av de ledande i dessa händelser.
Nathaniel Hawthorne studerade 1821–1825 vid Bowdoin College i Brunswick, Maine och återvände sedan till Salem, där han levde i den yttersta tillbakadragenhet och endast arbetade på sin utbildning till författare, med förkovring av den tyska romantikens litteratur. År 1828 debuterade han med studentromanen Fanshawe, följd av en hel del mindre noveller, av vilka han 1837 samlade ett urval i Twice-Told Tales (däribland The Hollow of the Three Hills, Dr. Heidegger's experiment och The Minister's Black Veil).
Från 1839 till mars 1841 var Hawthorne anställd vid tullverket i Boston. Åren 1841–1842 deltog han i Brook Farm, ett utopiskt samhällsexperiment i Fouriers och Owens anda. 1842 gifte han sig med Sophia Peabody och slog sig ner i Concord, Massachusetts. En samling barnberättelser, Biographical tales for children (1842), andra bandet av Twice-Told Tales (samma år) och den betydande novellsamlingen Mosses from an old manse (1846), vars inledningsskiss skildrar hans hem i Concord, tillkom där. 1846–1849 var han tullförvaltare i Salem.
År 1850 fullbordade han sin bok The Scarlet Letter (Den eldröda bokstafven, 1873 och 1898), ansedd som en av den amerikanska litteraturens främsta romaner, en dyster livshistoria om skuld och hämnd. Han flyttade samma år till Lenox, där han skrev romanen The House of the Seven Gables (1851; Huset med de sju gaflarne, 1874), med en skildring av hans hembygd och dess historia. The Blithedale Romance (1852) återger i omdiktning hans erfarenheter från Brook Farm och innehåller en kritik av de filantropiska strävandena, vilka på många håll inte skulle förlåtas honom.
För sina barn skrev Hawthorne två samlingar grekiska sagor, A Wonder-Book for Girls and Boys (1852) och Tanglewood Tales (1853; svensk översättning 1869, 1875 och 1883), som blivit mycket spridda. Samtidigt utkom en ny samling av hans smärre noveller, The Snow Image (1852).
År 1853 flyttade Hawthorne till Liverpool som amerikansk konsul - en indräktig plats som han erhöll tack vare presidenten Franklin Pierce, hans gamla skolkamrat, till vars val han bidragit med en valpolitisk biografi. Men politiska skiften i Förenta staterna gjorde att han 1857 åter måste lämna denna post. Via Frankrike begav han sig då istället till Italien varifrån han 1859 återvände till England, där han 1860 utgav sin sista större roman, The Marble Faun: Or, The Romance of Monte Beni (i den för England bestämda upplagan kallad Transformation).
Efter att ha flyttat tillbaka till Concord utgav han Our Old Home (1863), en samling anteckningar från vistelsen i England, med delvis mycket skarpa omdömen om engelskt folklynne och engelska förhållanden. Han påbörjade flera större verk, men hans åldrade kraft räckte inte till mer än brottstycken (The Ancestral Footstep; Septimius Felton, or, the Elixir of Life; Dr. Grimshawe's Secret, The Dolliver Romance). Hans anteckningar från främmande länder, Notebooks, offentliggjordes postumt 1868, 1870-71, hans First Diary 1897.
Standardbiografin över Nathaniel Hawthorne, bortsett från egenskrivet material, är författad av hans son Julian Hawthorne (2 band, 1884), som även skrivit romaner och andra författarporträtt.

## Författarskap
Hawthorne, som framför allt sysslar med skuldmedvetandets och brottets problem, är betydande genom den psykologiska fördjupningen och den konstnärliga formen i sina arbeten. Han räknas stundom till de romantiska författarna, men även till den viktorianska litteraturen och realismen; han anknyter till den gotiska romanen liksom till det historiska betraktelsesättet som kännetecknade romantiken, men är också införstådd med den moral och sexualsyn som utmärker viktorianismen, och det sanningssägande som realismen representerar. I The Scarlett Letter är brytningen mellan individens driftsutlevelse och samhällets lagar total. The House of the Seven Gables, som i vissa hänseenden kan betecknas som gotisk, föregriper i viss mån Sigmund Freuds psykoanalys och symbolismen, genom att huset är en metafor för människans själ och släktens förflutna. Dagerrotypisten Holgrave i den senare romanen brukar betraktas som Hawthornes alterego, som den som skildrar skeenden och personer med fotografisk likhet, utan satiriska, sensationsskapande, eller sentimentala färgläggningar. Med sin politiska bakgrund blev sedermera den amerikanska drömmen ämne för Hawthornes penna, vilket kommer till klarast uttryck i The Blithedale Romance.
Hawthorne brukar vanligtvis sammankopplas med Concordgruppen, som företräder den amerikanska romantiken och transcendentalismen. Till skillnad från Emerson och Thoreau har dock Hawthorne en pessimistisk historiesyn och människobild. Människan har ingen fri vilja, utan är fånge i sin arvsynd. Teodicéproblemet behandlas i Edgar Allan Poes skräckromantiska efterföljd i Twice-Told Tales, vilken även fick goda vitsord av Poe. Kritiker till Hawthorne har i stället hävdat att karaktärerna i hans verk snarast är typkaraktärer påminnande om moraliteter, på vilka han projicerar sin egen moralfilosofi.

## Eftermäle
Nedslagskratern Hawthorne på planeten Merkurius är uppkallad efter honom.

## Verk (urval)
- Rappaccini's Daughter (1844)
  - Rappaccinis dotter (översättning Sam J. Lundwall) (Lundwall Fakta & fantasi, 1991)
- The Scarlet Letter (1850)
  - Den eldröda bokstafven (anonym översättning) (1873)
  - Den skarlakansröda bokstafven (översättning Anna Lamberg-Bruun) (Förlagsaktiebolaget Västra Sverige, 1912)
  - Den eldröda bokstaven: med författarens redogörelse för bokens tillkomst (översättning Tom Wilson (Lindblad, 1916)
  - Den röda bokstaven (översättning Astrid Borger) (Lindqvist, 1954)
- The House of the Seven Gables (1851)
  - Huset med de sju gaflarne (från engelskan af S. M.) (Berg, 1874)
  - Huset med de sju gavlarna (översättning Birgit och Mårten Edlund) (Natur och kultur, 1962)
- A Wonder-Book for Girls and Boys (1852)
  - Grekiska sägner berättade för ungdom (anonym översättning) (Fahlstedt, 1869)
  - Grekiska sagor. 1-2 (anonym översättning) (J. Seligmann ; Samson & Wallin, 1875, 1883
  - Det gyllene skinnet: grekiska sagor (översättning Ebba Nordenadler) (Svensk läraretidning,1924
- The Marble Faun: Or, The Romance of Monte Beni (1860)
  - Faunen: en konstnärsroman (översättning Karl Lundin) (1908)
- Återberättade historier från Amerika och dagboksblad från Europa ([urval], översättning och inledning av Jane Lundblad) (Tiden, 1959)